# Roth
För andra betydelser, se Roth (olika betydelser).
Roth (tidigare Roth am Sand) en stad i Landkreis Roth i Regierungsbezirk Mittelfranken i förbundslandet Bayern i Tyskland och centralort i Landkreis Roth. Staden har pendeltåganslutning (S-Bahn) till Nürnberg.